# Patrick Saussois
Patrick Saussois (* 24. Juni 1954 in Paris; † 21. September 2012) war ein Gitarrist des Swing Manouche und Musikproduzent.

## Leben und Wirken
Saussois, dessen Vater als Amateur Gitarre spielte, brachte sich  als Autodidakt Gitarre bei; dabei spielte er als Linkshänder ein Instrument für Rechtshänder. Musikalisch wurde er zunächst besonders durch Platten Django Reinhardts beeinflusst. Er hatte aber auch die Gelegenheit, Jacques Montagne, Maurice Ferret und Elek Bacsik zu erleben. Seit 1977 verfolgte er eine Karriere als professioneller Musiker. Über viele Jahre arbeitete er seit 1980 mit Didier Roussin zusammen, mit dem er auch sein erstes Album Si tu savais aufnahm. Ein eigenes Label, Djaz Records, gründete er 1988, für das er auch andere Musiker produzierte. 1993 spielte er mit Tchavolo Schmitt, Dorado Schmitt und Gino Reinhardt als Gypsy Reunion, bevor er 1996 das Ensemble Alma Sinti gründete, zu dem unter anderem Jean-Yves Dubanton, Jean-Claude Bénéteau, Jean-Claude Laudat, Stan Laferrière und Jean Cortès gehörten. Außerdem organisierte er in Montrouge die jährliche nuit du jazz manouche.
Im März 2009 erhielt er den mit dem Django d’Or verbundenen Prix Frank Hagège.
Seit 2009 konnte er aus gesundheitlichen Gründen (nach einem Schlaganfall und Locked-in-Syndrom) nicht mehr als Musiker auftreten. Er starb am 21. September 2012 im Alter von 58 Jahren.

## Diskographische Hinweise
- Si tu savais mit Didier Roussin, 1982
- Deux guitares et un violon mit Jo Privat, 1983
- Golden Coast Blues mit Jean-Claude Fohrenbach, 1988
- Isn’t it romantic ? mit Serge Rahoerson, Benoit Dunoyer de Sergonsac und Stan Laferrière, 1988
- The good life, C’est magnifique, 1991
- Easy leaving mit Georges Arvanitas, 1992
- Alma Sinti, 1996
- Alma Sinti : Rythmes Gitans, 1999
- Swingin' American Songs (Djaz, 2001), mit Bucky Pizzarelli, Jerry Bruno
- Alma Sinti : La Roulotte, 2002
- Alma Sinti : Le chemin des forains, 2003 mit Daniel Colin, Stan Laferrière, Philippe „Doudou“ Cuillerier, Kamlo Barré, Daniel Givone, Jean-Claude Bénéteau
- The Look of Love / A Tribute to Burt Bacharach mit Rhoda Scott und Lucien Dobat (dr), 2009[3]